# C. Lloyd Morgan
Conwy Lloyd Morgan (* 6 de febrero de 1852 - 6 de marzo de 1936) fue un psicólogo y zoólogo británico. Se lo recuerda sobre todo por su acercamiento a la psicología animal, hoy en día conocido como "canon de Morgan"
Nació en Londres y estudió en la Royal School of Mines bajo la dirección de T.H.Huxley. Enseñó en Cape Town, pero en 1884 se unió al equipo de Profesores de Geología y Zoología de la Universidad de Bristol; llevando a cabo ciertas investigaciones en estos campos. Rápidamente se interesó en un campo llamado "evolución mental", zona fronteriza entre la inteligencia y el instinto, y en 1901 se convirtió en el primer profesor de Psicología y Educación.
Luego de retirarse, Morgan dio una serie de lecturas en St. Andrews en 1921 y 1922. En ellas ayudó a desarrollar el concepto de evolución emergente. 

## Canon de Morgan
El canon de Morgan es una advertencia contra el antropocentrismo en el estudio del comportamiento animal propuesta por Morgan en 1894. Postula que el comportamiento animal no se debe interpretar como resultado de un proceso psíquico superior si puede interpretarse como el resultado de procesos psíquicos más simples en la escala psicológica. Es un equivalente psicológico de la navaja de Occam.

## Emergencia y Complejidad
Conwy Lloyd Morgan desarrolló el concepto de "evolución emergente", un proceso en el cual nuevas propiedades surgen en niveles superiores de complejidad que no son predecibles a partir de los niveles inferiores. Según Morgan, la evolución es un proceso que ha conformado realidades cada vez más ricas y complejas, donde las nuevas entidades emergentes redefinen a sus componentes más simples.
Morgan describe una estructura piramidal de la realidad (siguiendo de cerca a Samuel Alexander, comenzando desde la base con lo más simple (espacio-tiempo, materia) y ascendiendo hacia lo más complejo y rico (vida, mente, divinidad). Cada nivel superior en la pirámide no puede existir sin sus niveles inferiores, y las propiedades y leyes de los niveles inferiores se mantienen en los superiores. Además, los niveles superiores repercuten en los inferiores, alterando su comportamiento.
El corazón de la emergencia, según Morgan, radica en los nuevos tipos de relaciones que se forman. Estas relaciones no son meramente cuantificables o calculables, y generan nuevas propiedades impredecibles. La complejidad y la creatividad de la realidad surgen de este flujo constante de nuevas relaciones y organizaciones. 

## Obras

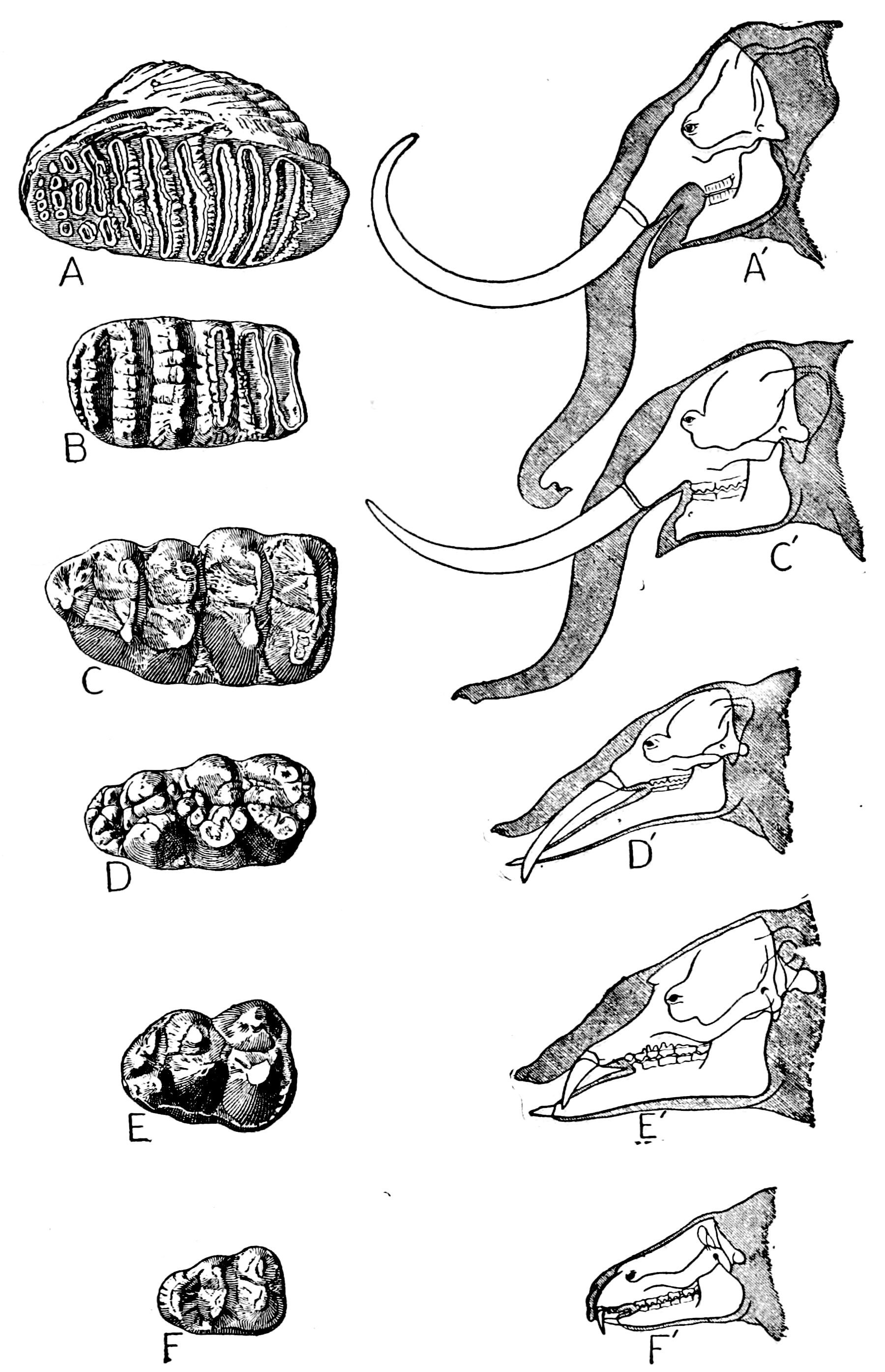
Creation by evolution.

- The springs of conduct: an essay in evolution. (1885). Kegan Paul, London.
- Animal biology. (1887). Rivington, London.
- Animal sketches. [1891]. Arnold, London.
- Introduction to comparative psychology. (1894). Routledgethoemmes, London.
- Psychology for teachers. (1894). Arnold, London.
- Habit and instinct. (1896). Arnold, London.
- Animal behaviour. (1900). Arnold, London.
- Animal life and intelligence. (1890–91; 1891) Arnold, London.
- The interpretation of nature. (1906).
- Instinct and experience. (1912). Methuen, London.
- Emergent evolution. (1923). Henry Holt and Co., ISBN 0-404-60468-4, online version
- Life, mind, and spirit. (1925). Henry Holt.
- Creation by evolution. (1928). The Macmillan Company, New York.
- Mind at the crossways. (1929).
- The emergence of novelty. (1933).